# Wladyslaw Kulatsch
Wladyslaw Ihorowytsch Kulatsch (ukrainisch Владислав Ігорович Кулач, * 7. Mai 1993 in Donezk) ist ein ukrainischer Fußballspieler.

## Karriere

### Verein
Kulatsch begann mit dem Vereinsfußball bei Olimpik Donezk und wechselte 2010 zum Stadtrivalen Schachtar Donezk. Von diesem Verein wurde er ab 2010 an eine Vielzahl von Vereinen ausgeliehen.
Zur Rückrunde der Spielzeit 2015/16 wurde er an den türkischen Erstligisten Eskişehirspor und für die Saison 2016/17 an Sorja Luhansk ausgeliehen.

### Nationalmannschaft
Kulatsch startete seine Nationalmannschaftskarriere 2009 mit einem Einsatz für die ukrainische U-17-Nationalmannschaft durchlief anschließend nahezu alle Jugendnationalmannschaften seines Landes.